# Блу Спрингс (Мисисипи)
Блу Спрингс (енгл. Blue Springs) град је у америчкој савезној држави Мисисипи.

## Демографија
По попису из 2010. године број становника је 228, што је 84 (58,3%) становника више него 2000. године.
| Група             | 2000.       | 2010.       |
| Белци             | 131 (91,0%) | 216 (94,7%) |
| Афроамериканци    | 9 (6,3%)    | 4 (1,8%)    |
| Азијати           | 0 (0,0%)    | 1 (0,4%)    |
| Хиспаноамериканци | 3 (2,1%)    | 6 (2,6%)    |
| Укупно            | 144         | 228         |